# Rozproszony reflektor Bragga
Rozproszony reflektor Bragga (ang. Distributed Bragg reflector, DBR), inna nazwa to zwierciadło Bragga – urządzenie optyczne stosowane w technice laserowej i światłowodowej, którego działanie jest ściśle związane z prawem Bragga. Rozproszony reflektor Bragga jest strukturą utworzoną z kilku warstw materiałów o naprzemiennie różnym współczynniku załamania światła, bądź posiadającą okresowo zmienne pewne cechy, jak np. rozmiar falowodu. W wyniku uzyskuje się okresowe zmiany efektywnego współczynnika załamania światła na jego drodze przez falowód. Każda granica warstw powoduje częściowe odbicie fali optycznej. Dla fal, których długość jest bliska czterokrotnej grubości optycznej warstw, fale odbite sumują się z falami interferencyjnymi – otrzymuje się wtedy rodzaj selektywnego zwierciadła optycznego, tzw. „selektywne zwierciadło Bragga”. Zakres długości fal, które ulegają odbiciu zwany jest „fotoniczną przerwą wzbronioną”, lub inaczej: w tym zakresie długości fal ich rozchodzenie w strukturze jest zabronione. Opisane zjawisko fizyczne zwane jest też „rozproszonym odbiciem Bragga” (ang. Distributed Bragg Reflection).

## Współczynnik odbicia

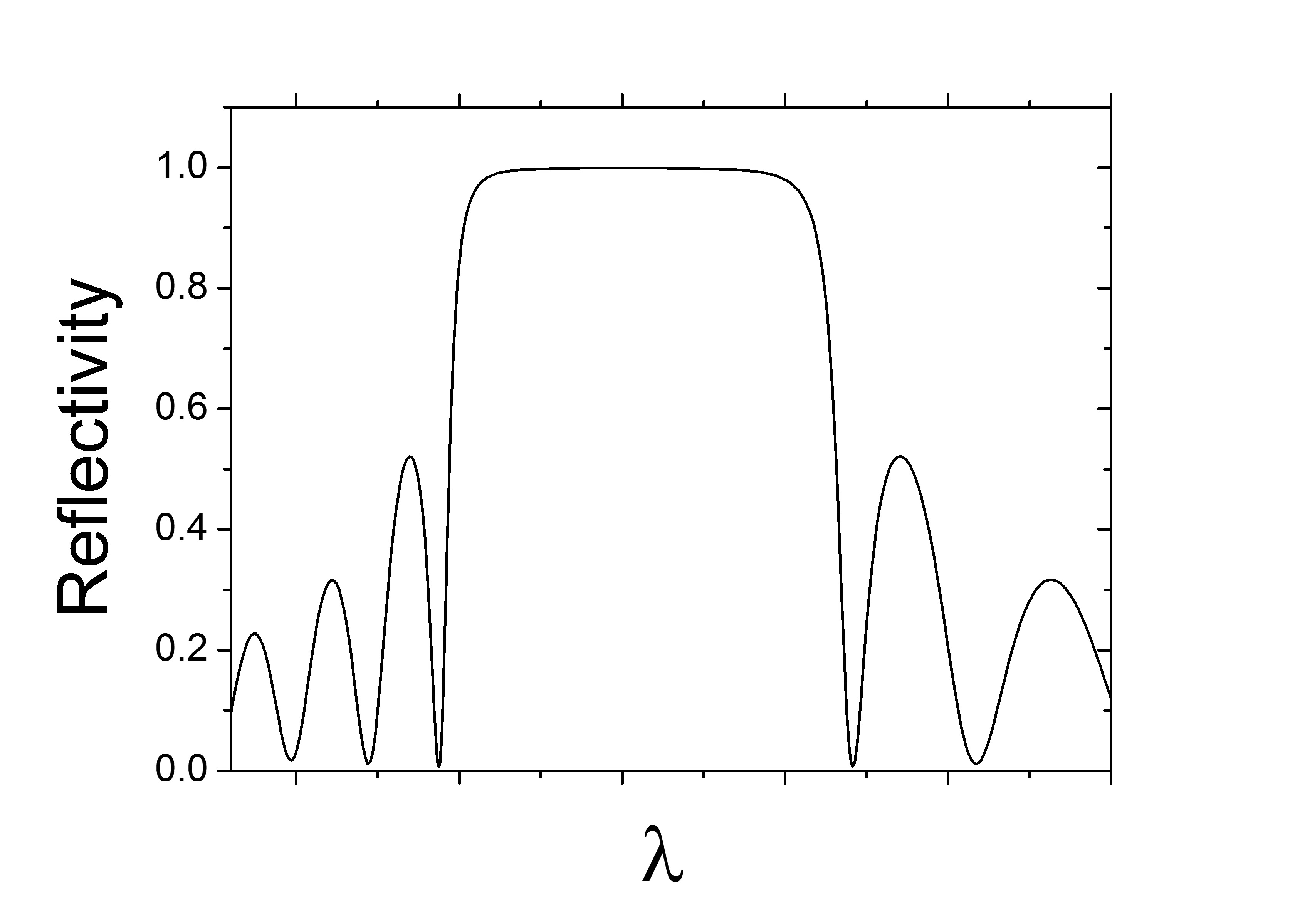
Współczynnik odbicia zwierciadła Bragga w funkcji długości fali

Współczynnik odbicia {\displaystyle (R)} zwierciadła Bragga (pod warunkiem, że kierunek padania światła jest prostopadły do struktury):
{\displaystyle R=\left[{\frac {n_{o}(n_{2})^{2N}-n_{s}(n_{1})^{2N}}{n_{o}(n_{2})^{2N}+n_{s}(n_{1})^{2N}}}\right]^{2},}
gdzie:
{\displaystyle n_{o}} – współczynnik załamania ośrodka z którego pada fala,
{\displaystyle n_{1}} – współczynnik załamania jednego z materiałów,
{\displaystyle n_{2}} – współczynnik załamania drugiego materiału,
{\displaystyle n_{s}} – współczynnik załamania ośrodka do którego fala wychodzi,
{\displaystyle N} – liczba okresów w siatce (powtórzeń pary materiał nr 1, materiał nr 2).
Szerokość pasma {\displaystyle \Delta \lambda _{0}} części odbitej widma jest dany przez
{\displaystyle \Delta \lambda _{0}={\frac {4\lambda _{0}}{\pi }}\arcsin \left(\left|{\frac {n_{2}-n_{1}}{n_{2}+n_{1}}}\right|\right),}
gdzie:
{\displaystyle \lambda _{0}} – długość fali w centrum przedziału pasma.

## Zastosowanie
Rozproszony reflektor Bragga wykorzystywany jest do budowy laserów, np. lasera o emisji powierzchniowej czy w laserach półprzewodnikowych konstruowanych dla potrzeb transmisji światłowodowej, jako falowód wzmocnieniowy (rezonator optyczny).